# Thesium gracilarioides
Thesium gracilarioides är en sandelträdsväxtart som beskrevs av Arthur William Hill. Thesium gracilarioides ingår i släktet spindelörter, och familjen sandelträdsväxter. Inga underarter finns listade i Catalogue of Life.